# Conde de Leça
Conde de Leça é um título nobiliárquico criado por D. Carlos I de Portugal, por Alvará de 16 de Julho e Decreto e Carta de 28 de Julho de 1906, em favor de José Leite Nogueira Pinto.
Titulares
1. José Leite Nogueira Pinto, 1.º Conde de Leça.